# SC Fürstenfeld
Der SK Fürstenfeld (FSK) ist ein österreichischer Fußballklub aus der Fürstenfeld in der Steiermark.
Der Verein wurde am 4. Mai 1929 als Fürstenfelder Sportklub gegründet, spielte in den Jahren 1952 und 1960 in der damals drittklassigen steirischen Landesliga, stieg in der Saison 1998/1999 in die fünftklassige Oberliga Süd-Ost ab und schaffte in der Saison 2006/07 den Wiederaufstieg in die Landesliga. Zurzeit wird der Verein vom Obmann Franz Jost geleitet. Der Verein mit den Klubfarben Schwarz und Rot ist Mitglied des ASVÖ und des Steirischen Fußballverbandes.
Im Jahr 2004, zum 75. Jubiläum des Vereins, gab es ein Freundschaftsspiel gegen die Glasgow Rangers, welches man 0:4 verlor.
Seit 1998 hing dem FSK mit der „cn06“ auch ein eigener kleiner Fanclub an, der über rund achtzig Mitglieder verfügte. Dieser vereinte sich 2005 wieder und wurde 2008 zu einem offiziellen Verein. Mit Ende der Saison 2008/09 wurde dieser Verein aufgelöst.

## Trainer
- Hannes Reinmayr (2015)
- Christian Waldl (2015–2017)
- Sascha Stocker (2017–2019)
- Christopher Hartinger (2019–2022)
- Sascha Stocker (2022–2024)
- Peter Hochleitner (Seit 2024)

## Spieler
- Herwig Karl ehem. Spieler bei SV Ried, SV Oberwart
- Roman Stary ehem. Spieler bei Rapid Wien, FK Austria Wien, FC Wacker Tirol, FC Kärnten
- Dietmar Pegam ehem. Cheftrainer Grazer AK, Co-Trainer SK Austria Kärnten, aktueller Co-Trainer SK Sturm Graz

## Saisonergebnisse
| Kampfmannschaft | Kampfmannschaft | Kampfmannschaft       |
| Saison          | Platz           | Liga                  |
| --------------- | --------------- | --------------------- |
| 1999/00         | 2. Platz        | Oberliga Süd-Ost      |
| 2000/01         | 10. Platz       | Oberliga Süd-Ost      |
| 2001/02         | 10. Platz       | Oberliga Süd-Ost      |
| 2002/03         | 12. Platz       | Oberliga Süd-Ost      |
| 2003/04         | 3. Platz        | Oberliga Süd-Ost      |
| 2004/05         | 3. Platz        | Oberliga Süd-Ost      |
| 2005/06         | 3. Platz        | Oberliga Süd-Ost      |
| 2006/07         | 1. Platz        | Oberliga Süd-Ost      |
| 2007/08         | 5. Platz        | Steirische Landesliga |
| 2008/09         | 3. Platz        | Steirische Landesliga |
| 2009/10         | 4. Platz        | Steirische Landesliga |
| 2010/11         | 8. Platz        | Steirische Landesliga |
| 2011/12         | 6. Platz        | Steirische Landesliga |
| 2012/13         | 7. Platz        | Steirische Landesliga |
| 2013/14         | 10. Platz       | Steirische Landesliga |
| 2014/15         | 14. Platz       | Steirische Landesliga |
| 2015/16         | 10. Platz       | Steirische Landesliga |
| 2016/17         | 9. Platz        | Steirische Landesliga |
| 2017/18         | 5. Platz        | Steirische Landesliga |
| 2018/19         | 3. Platz        | Steirische Landesliga |
| 2019/20         | 7. Platz 1      | Steirische Landesliga |
| 2020/21         | 1. Platz 2      | Steirische Landesliga |
| 2021/22         | 9. Platz        | Steirische Landesliga |
| 2022/23         | 10. Platz       | Steirische Landesliga |
| 2023/24         | 12. Platz       | Steirische Landesliga |